# Villa La Costaglia

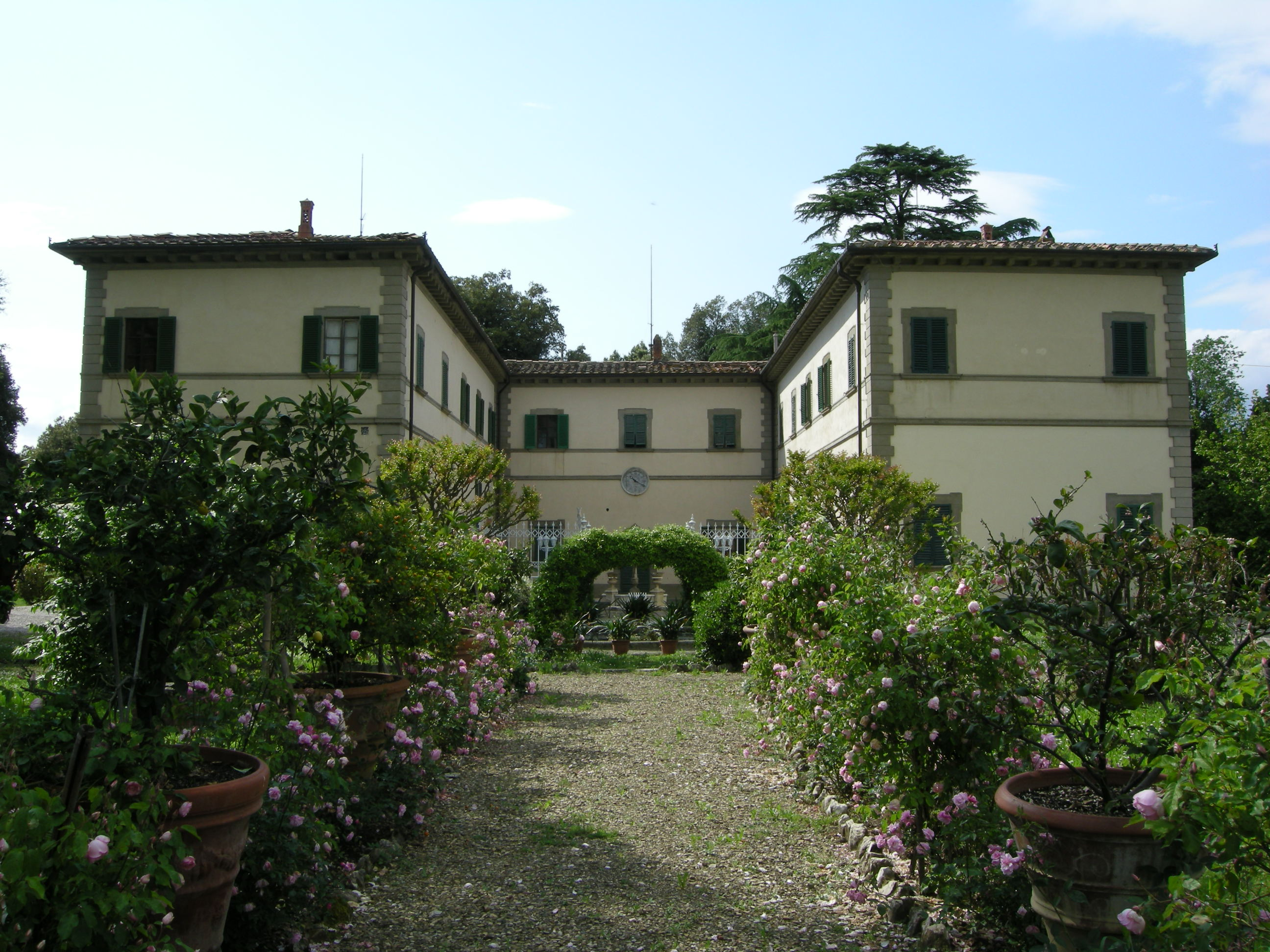
Villa La Costaglia

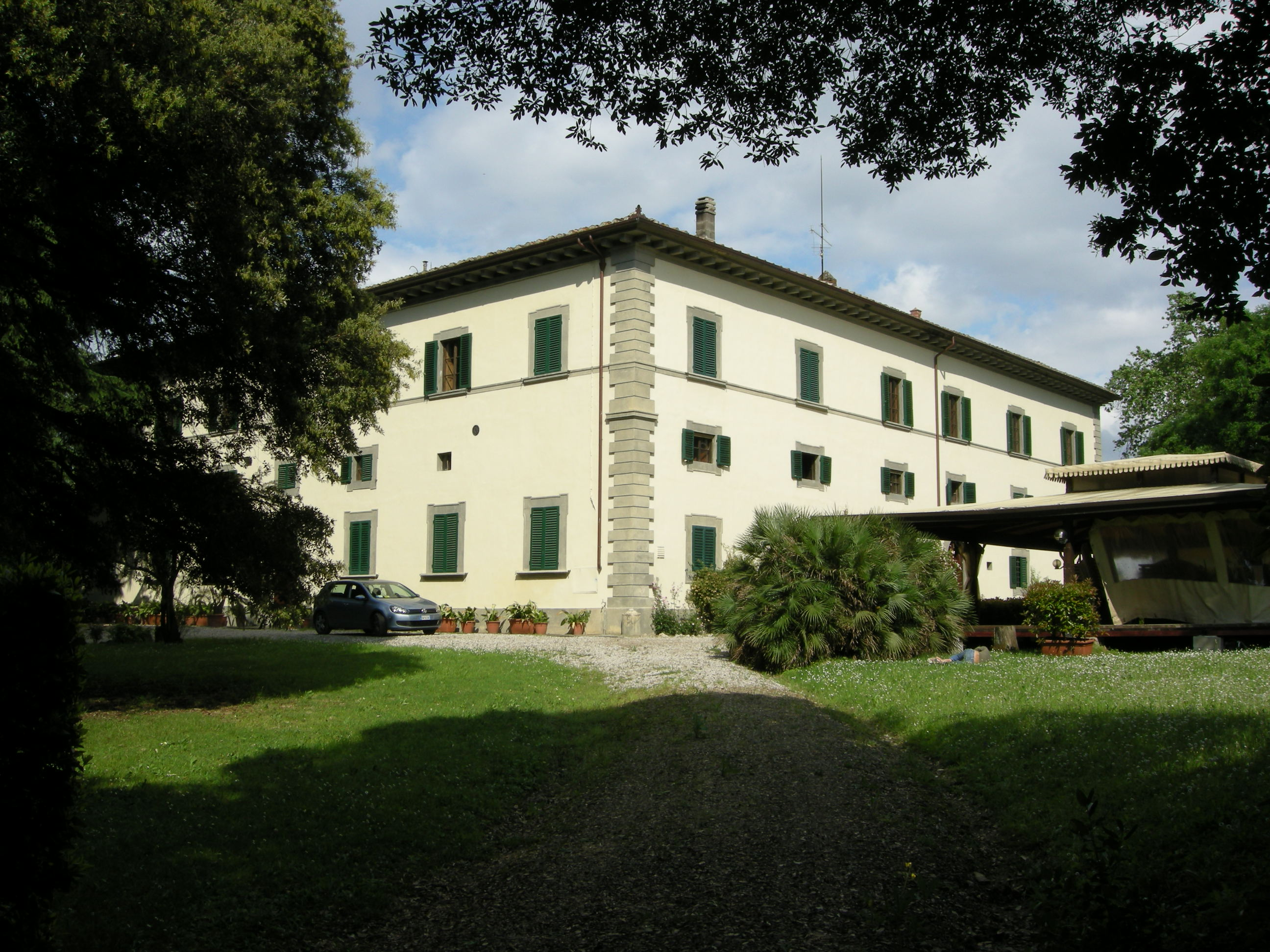
Villa La Costaglia

Villa La Costaglia si trova nei pressi di Quarrata in provincia di Pistoia, in via Fiorentina ll Tr., 148.

## Storia e descrizione
La villa confinava con la riserva medicea del Barco reale sulla collina del Montalbano. Costruita agli inizi del XVII secolo per la famiglia Lenzoni-Medici, che ne è ancora oggi proprietaria, è situata al centro di un parco secolare di 3 ettari e una zona agricola per la produzione di vino e olio.
La villa vera e propria, accessibile da un viale fiancheggiato da pini, ha una forma a "U", con al centro un cortile, che è in asse con un giardino all'italiana dotato di fontana e siepi geometriche. Altri edifici sono la limonaia, oggi usata anche come rimessa, e un casolare. Il parco invece ha una forma all'inglese, dove si trova anche una cappellina con le tombe di famiglia.